# HJB Verlag & Shop
Die HJB Verlag & Shop KG ist ein deutscher Kleinverlag und Buchversandhandel mit Sitz in Radolfzell am Bodensee.

## Geschichte
Der Verlag wurde 1992 als Hansjoachim Bernt Verlag in Neuwied gegründet, 1998 erfolgte die Umfirmierung in HJB Verlag & Shop e.K.
Im Januar 2001 wurde der Verlag in eine Kommanditgesellschaft umgewandelt, zum Geschäftsführer wurde der bisherige Inhaber und Verlagsgründer Hansjoachim Bernt bestellt. 2006 zog das Unternehmen von Neuwied nach Radolfzell am Bodensee um.
Die Tätigkeiten des Verlags beschränken sich nicht nur auf verlegerische Tätigkeiten, über den angeschlossenen Versandhandel werden neben den eigenen Publikationen auch die Werke anderer Verlage sowie Merchandising-Artikel vertrieben.

## Programm
Der Verlag publiziert vorwiegend Science-Fiction-Literatur vor allem deutschsprachiger Autoren.
Das erste Verlagsprojekt waren Nachdrucke der Perry-Rhodan-Comics, seit 1994 erscheint die Heftserie Ren Dhark in Buchform. Auch andere klassische deutsche Science Fiction von Autoren wie William Voltz, Kurt Brand oder Walter Ernsting wurde neu aufgelegt („Raumschiff Promet“, „Utopische Klassiker“).
Weiterhin vertreibt der Verlag seit 2007 exklusiv die Produkte des Schweizer Unitall-Verlags (Unitall ist der Name des fiktiven Materials, aus dem das Raumschiff in der Ren Dhark-Serie besteht), dessen Geschäftsführer ebenfalls Hansjoachim Bernt ist. Auch die Pressearbeit und sämtliche Kontakte zu Unitall laufen über die HJB Verlag & Shop KG.
Viele Publikationen des Unitall-Verlags können dem Bereich des Okkultismus, der  Military-SF und dem rechten bzw. rechtsextremem Rand der Phantastik zugeordnet werden.
Von der Bundesprüfstelle für jugendgefährdende Medien wurden im April 2009 mehrere Bände der „Stahlfront“-Reihe des Unitall-Verlags indiziert, da sie den Nationalsozialismus verherrlichen und verharmlosen, Rassenhass propagieren und die Menschenwürde von Homosexuellen verletzen. Bereits im Februar desselben Jahres hatte der Verlag vor der drohenden Indizierung die Rechte an den Romanen freigegeben, so dass sie frei verbreitet werden konnten.
Nach einer Klage des Unitall-Verlags wurde die Rechtmäßigkeit der Indizierung der Romane im Oktober 2011 durch das Verwaltungsgericht Köln bestätigt.
Im Jahr 2012 kündigte der Verlag an, eine deutsche Ausgabe des Buches „Marked for Death“ des umstrittenen niederländischen Politikers Geert Wilders unter dem Label HJB Fakten herauszugeben.
Im Januar 2013 wurde das Projekt jedoch noch vor dem Erscheinen des Buches gestoppt, nachdem sich Verlag und Autor nicht auf eine mit deutschem Recht konforme Ausgabe einigen konnten.
Weitere Romanreihen des HJB-Verlags sind "Kaiserfront 1949" und "Kaiserfront 1953" von Heinrich von Stahl, "Kaiserfront Extra" von Armin von Hohenstein, Christian Schwochert und Stefan Köhler sowie "Stahlzeit" von Tom Zola.